# L'aigle noir
L'aigle noir és una cançó de Barbara publicada l'any 1970 en l' àlbum al qual dona nom. A la portada original, la cançó és dedicada a Laurence, neboda de la cantant.
Va ser adaptada al català per Delfí Abella i interpretada per Maria del Mar Bonet. Amb el títol de L'àguila negra és una de les poques cançons en català que han arribat als primers llocs de les llistes d'èxit. L'any 1971 va arribar a la primera posició.

## Gènesi
Mentre acabava un nou àlbum el 1970, Barbara es va adonar que li faltava un títol. Diu que va trobar en una calaixera un text escrit uns anys abans, arran d'un somni en què va veure baixar cap a ella una àguila. Es va asseure al piano i va compondre música basada en aquest text, inspirada en una sonata de Beethoven.
El mai 2015, segons una enquesta de BVA, va ser designada com la tercera cançó preferida dels francesos, darrere de Mistral gagnant de Renaud i Ne me quitte pas de Jacques Brel.

## Interpretacions del significat del text
Una interpretació psicoanalítica de la cançó va ser proposada per Philippe Grimbert. Segons ell, la cançó descriu un somni que té la Barbara, en què dorm al costat d'un llac, fins que una àguila negra s'enfila al cel, pertorbant el seu son. Barbara reconeixeria aquesta àguila com un personatge que sorgeix dels seus records d'infantesa, sense dir a l'oient de la cançó qui és aquest personatge.
A les seves memòries pòstumes inacabades, Il était un piano noir... (1997), Barbara revela que va ser violada pel seu pare durant la seva infància, però, en cap moment, estableix un vincle entre aquesta cançó i el seu pare. Grimbert veu un vincle entre aquest esdeveniment i la cançó, comparant-la amb una obra de Freud publicada el 1910, Eine Kindheitserinnerung des Leonardo da Vinci (un record d'infància de Leonardo da Vinci), en la qual el psicoanalista assenyala l'única efusió de da Vinci sobre la seva infantesa. Mentre encara era al bressol, "un voltor se'm va acostar, em va obrir la boca amb la cua i em va colpejar diverses vegades amb aquesta cua entre els llavis". Freud associa la cua del voltor amb un membre viril, un penis. La qual cosa porta a Grimbert a dir que Barbara podria haver tingut un trauma sexual infantil.
Per a Patrick Bruel (que va versionar-la el 2015 a l'àlbum Très souvent, je pense à vous…), L'àguila negra podria haver estat una referència a l'emblema del Tercer Reich. Una interpretació considerada com possible ja que Bàrbara, d'una família jueva alsaciana, tenia uns deu anys durant l'ocupació alemanya. Els seus pares van fugir sota el règim de Vichy, i la família es va refugiar a Isère durant els dos últims anys de la guerra.
En el context de l'afer Gérard Depardieu, després de la publicació, l'abril de 2023, dels testimonis de tretze dones a Mediapart acusant Gérard Depardieu de violència sexual, els moviments feministes van intervenir a diverses ciutats de França per impedir la gira de Gérard Depardieu cantant Barbara. Entre les crides dels manifestants a Gérard Depardieu, n'hi havia una regularment: « L’Aigle noir, c’est toi» (L'àliga negra ets tu).

## Versions
- Maria del Mar Bonet en català amb el títol de L'àguila negra (1971).
- Warum Joe el seu àlbum Toccare La Verità (1984).
- Bibie a l'àlbum Tendress'moi (1988).
- Marie Carmen el 1992 (a l'àlbum Miel et Venin) i en concert el 1996 (àlbum Déshabillez-moi).
- Killers a l'àlbum Cités interdites (1992).
- Les Charts en concert el 1995 (cd bonus amb el doble CD Acte 1).
- Marie-Paule Belle en 1996, a l'àlbum col·lectiu Les plus belles chansons françaises - 1970 (Atlas).
- Catherine Ribeiro en concert el 1997 (a l'àlbum Chansons de légende) i el 2002 (doble CD Live au Théâtre Toursky).
- Nicole Croisille a l'àlbum col·lectiu Hommage - Ils chantent Barbara (1998, Atlas).
- Patricia Kaas en concert el 1998 (doble CD Rendez-vous), el 2000 (doble CD Live) i el 2005 (CD Toute la musique...).
- Les Enfoirés en concert en 1998 (Duo interpretat per Patricia Kaas i Pascal Obispo, durant el concert des Enfoirés en cœur, en CD).
- Florent Pagny en concert en 1998 (album En concert) i el 2012 (doble cd Ma liberté de chanter - Live acoustic).
- Rikard Wolff en suec el 2000 (Den Svarta Örnen).
- Laurent Brennetot al seu àlbum de versions el 2000.
- Nina en català (2002).
- Roland Romanelli, instrumental a l'àlbum de Romanelli - Ann'so, Ma plus belle histoire d'amour... Barbara (2002).
- Lucid Beausonge a l'àlbum col·lectiu Hommage à Jacques Brel - Hommage à Barbara (caixa Hommage aux grands de la chanson, Selecció de Reader's Digest, 2003).
- Mathieu Rosaz al seu àlbum Chante Barbara (2003).
- Thierry Amiel al seu àlbum Paradoxes (2003).
- Hélène Fasan al seu àlbum Crie (2004).
- Michel Sardou en concert el 2005 (doble CD Live 2005 au Palais des sports), el 2013 (doble CD Live 2013 - Les Grands Moments à l'Olympia) i durant la seva darrera gira titulada La Dernière Danse el 2017-2018.
- Paule-Andrée Cassidy en concert el 2008 (àlbum Pieds nus).
- Jason Kouchak al seu àlbum Comme d'Habitude (2010).
- Opium du peuple al seu àlbum Best Off (2010).
- Marina Xavier, en francès (en el seu àlbum Where do you start? de 2010).
- Daphné en el seu àlbum de versions 13 chansons de Barbara en 2012.
- Roger Mas en català, en concerts i gravat en el seu àlbum en directe Roger Mas i la Cobla Sant Jordi-Ciutat de Barcelona (2012).
- Patrick Bruel en el seu àlbum Très souvent, je pense à vous… (2015), incloent 15 cançons signades de Barbara.
- Gérard Depardieu al seu àlbum Depardieu chante Barbara (2017), incloent 14 títols en viu versionats par Gérard Depardieu i Gérard Daguerre.
- Talya Eliav en hebreu, en el seu àlbum Talya Eliav chante Barbara (2017)
- Rahim Redcar , accompanyat de la pianista Sofiane Pamart en 2024[12]
- Karen Ackers, cantant americana.
- Divereses versions de cantants japonesos. L'Aigle Noir i Barbara eren molt populars al Japon, un dibuix animat va ser creat sobre el tema de L'Aigle Noir.
- Una extrapolació lírica sobre el tema de L'Aigle Noir, "Démon Ailé", va ser compost per la compositora Marie-Rose Diebold i l'autor Christian Le Gall (Théâtre du Roseau. Paris 1992)

### En còmics
La cançó està il·lustrada a l'àlbum Chansons de Barbara en bande dessinée. . Quan la narració diu «C'est alors que je l'ai reconnu» (Va ser llavors quan el vaig reconèixer), l'ocell es converteix en un home.
La cançó és parodiada per Marcel Gotlib en un àlbum de la historieta Rubrique-à-brac, l'àguila negra esdevé un elefant rosa, durant un somni sota els efectes de l'alcohol: Bàrbara visita un amic una tarda (al voltant de les 16 h). Aquest últim, fora del llit, es desperta amb ressaca i li explica l'estranya història que li va passar quan tornava a casa d'hora al matí després de la nit de beure. En tornar a casa, Barbara va tornar al piano i, segons la paròdia de Gotlib, la seva història va inspirar la cançó The Black Eagle.

### A l'escenari
A l'esquetx de Les Frères ennemis titulat L'Aigle noir, un dels protagonistes intenta interpretar la cançó mentre l'altre l'interromp contínuament amb comentaris sobre les rareses i incongruències del text. Al final reben una trucada telefònica de la protectora d'animals que els acusa de massacrar aquesta pobra àguila.
El janvier 2015, Dieudonné va ser condemnat pel Tribunal Superior de París per violació dels drets morals, per haver canviat el títol i la lletra de L'Aigle noir per Le Rat noir. El tribunal va considerar que la seva cançó distorsionava l'original i no es podia considerar una paròdia, sobretot a causa de la violència dels comentaris fets.